# Campeonato mundial de hockey sobre patines femenino de 1996
El III Campeonato mundial de hockey sobre patines femenino se celebró en Sertaozinho, Brasil, entre el 3 y el 9 de septiembre de 1996. Fue organizado por la Federación Internacional de Patinaje (FIRS). La selección de España ganó su segundo título consecutivo.

## Clasificación final
| 1. España         |
| 2. Italia         |
| 3. Portugal       |
| 4. Brasil         |
| 5. Estados Unidos |
| 6. Argentina      |
| 7. Países Bajos   |
| 8. Sudáfrica      |
| 9. Japón          |
| 10. Australia     |
| 11. Chile         |